# Кин-дза-дза!
«Кин-дза-дза́!» — советская двухсерийная трагикомедия в жанре фантастической антиутопии, снятая режиссёром Георгием Данелией на «Мосфильме» в 1986 году. Лента оказала влияние на русскоязычную культуру — вымышленные слова из фильма вошли в разговорный язык, некоторые фразы персонажей стали устойчивыми выражениями.

## Сюжет
Москва. Прораб Владимир Николаевич Машков («дядя Вова») приходит после работы домой, где жена просит его сходить в магазин за хлебом и макаронами. Около булочной к нему подходит молодой человек со скрипкой (студент Гедеван, «Скрипач») и обращает его внимание на странного босоногого человека, утверждающего, что он инопланетянин с некой планеты Узм. Незнакомец показывает Машкову и Гедевану небольшой прибор («машинку перемещения», как он её называет) и спрашивает номер их планеты в «тентуре». Прораб, считая незнакомца сумасшедшим, протягивает к «машинке» руку и, несмотря на предупреждение незнакомца («Надо знать…»), нажимает на неё. В результате дядя Вова и Скрипач мгновенно оказываются одни в песчаной пустыне под палящим солнцем. Допустив, что они оказались в Каракумах, они отправляются наугад в сторону Ашхабада.
На их пути садится неизвестный летательный аппарат, из которого выходят два человека, один из которых в клетке, и, совершив какой-то странный ритуал, принимаются перебирать вещи землян. Забрав пальто Владимира Николаевича и меховую шапку Гедевана, они улетают. Дядя Вова, раздосадованный, что не смог договориться «подбросить их до города», закуривает сигарету. Завидев в руках дяди Вовы спичку, люди на летательном аппарате тут же возвращаются, и один из них радостно кричит «КЦ!», указывая на коробок спичек. В итоге дядя Вова обещает дать «КЦ» в обмен на перелёт «до города».
Во время полёта выясняется, что хозяева аппарата умеют читать мысли, после чего между ними и пассажирами произошла беседа. Дядя Вова и Гедеван узнают, что они оказались в галактике Кин-дза-дза на планете Плюк, жители которой внешне похожи на людей, способны читать мысли. Местный чатланский язык состоит из нескольких слов, хотя плюкане, читающие мысли, могут быстро осваивать чужие языки и говорить на них.
Цивилизация планеты Плюк, некогда могущественная и технически более развитая, чем земная, выродилась. Техника, вся проржавевшая и изношенная, давно не производится и едва работает. Жители ходят в грязных обносках и лохмотьях, питаются съедобным пластиком. Флора и фауна полностью уничтожены, океаны и моря превращены в «луц» (топливо). Города, ржавые и обветшавшие, засыпаны песком, так что их не отличить от остальной пустыни. Искусство деградировало до ритмичных выкриков «Ку!» под скрипучий грохот «бандуры» — гибрида музыкального инструмента и электроакустического усилителя. Аборигены умеют летать между звёздами, читать мысли и мгновенно осваивать чужие языки, однако их занятия и интересы сведены к строгому соблюдению правил субординации, издевательским ритуалам и к добыче «КЦ», наличие которого определяет богатство, статус и цвет штанов, которые можно носить и хвастаться. Следующая по значимости на Плюке вещь — питьевая вода, производящаяся из остатков ещё не сгоревшего топлива «луца».

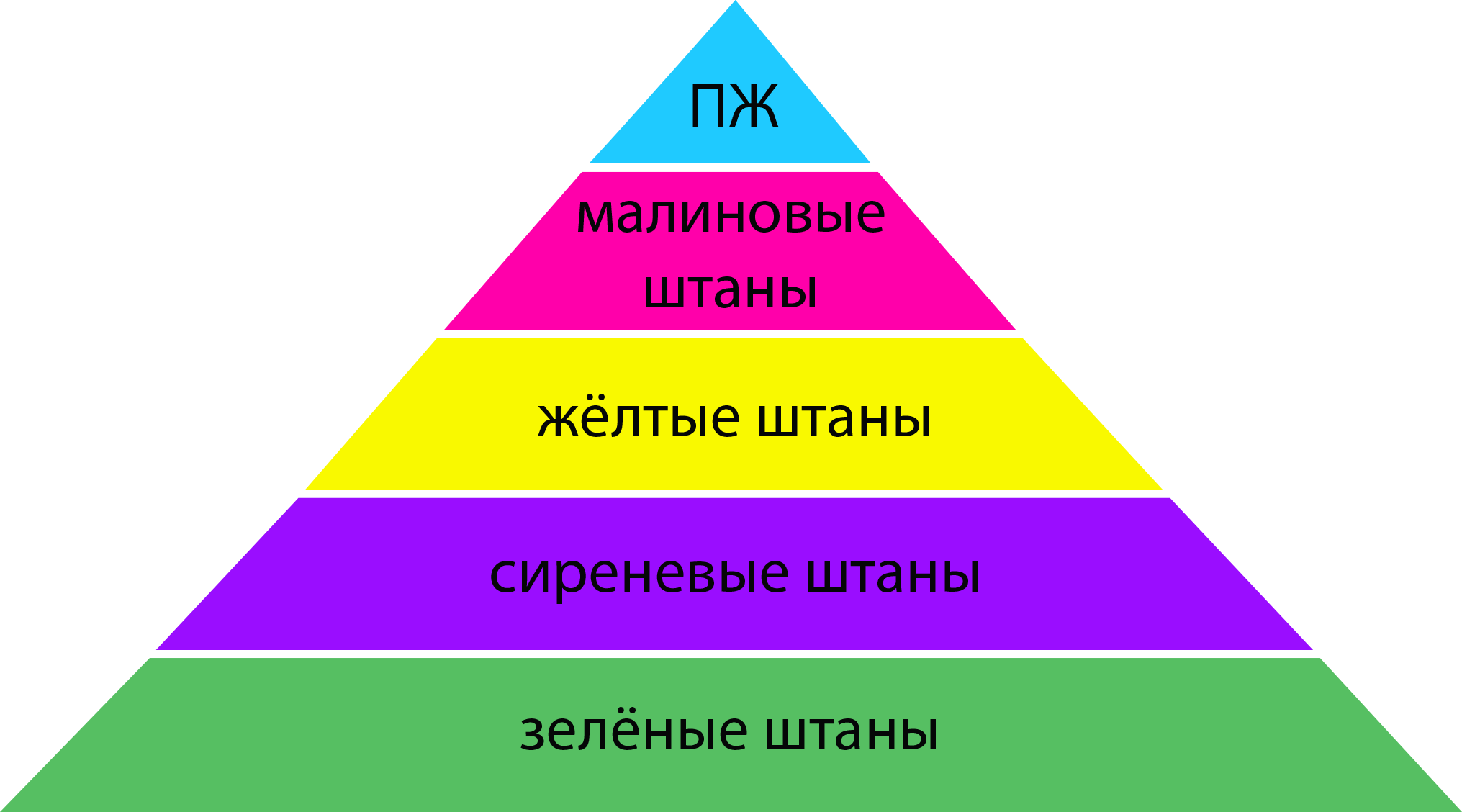
Стратификация социума планеты Плюк в соответствии с цветовой дифференциацией штанов

Формально управляет планетой господин ПЖ. Этот плюканин невероятно богат и знатен: он живёт в зале — проходной в тюрьму, и весь день плещется в целом бассейне драгоценной воды. Воздух из его покоев («последний выдох ПЖ») закачивается в большой воздушный шар для демонстрации всем плюканам.
Положение обычных плюкан незавидное: их может ограбить и избить вооружённый «транклюкатором» (фантастическое оружие, разрезающее любую материю невидимыми лучами) представитель власти эцилопп с проблесковыми маячками на голове, следящий не столько за порядком, сколько за соблюдением ритуалов. Так что, заработав или украв деньги и «КЦ», они в любой момент могут снова вернуться к бедности, если не удастся избежать встречи с эцилоппом или мысленно договориться с ним.
На Плюке хорошо развит натуральный обмен. Вещи землян — шапка, пальто и другое — быстро оказываются у третьих лиц, а колпак из газеты Гедевана — на самом господине ПЖ.
Население галактики Кин-дза-дза делится на две категории — «чатлане» и «пацаки», но единственное отличие между ними заключается в показаниях специального прибора — «визатора»: при наведении прибора на чатланина загорается оранжевый индикатор, на пацака — зелёный. Что конкретно измеряет визатор, остаётся неизвестным. Плюк — чатланская планета, поэтому пацаки на Плюке подвергаются дискриминации: они обязаны носить в носу специальный колокольчик («цак») и при встрече с чатланином «делать ку» — присесть перед ним особым образом. Пацакам назначаются более жёсткие наказания за правонарушения. Артисты-пацаки имеют право выступать только в железной клетке. Имеет место сегрегация в общественном транспорте.
Дядя Вова и Скрипач, согласно показаниям визатора — пацаки, ищут способ вернуться на Землю. Они вступают в контакт со своими новыми знакомыми — бродячими артистами пацаком Би и чатланином Уэфом. Однако в их летательном аппарате (пепелаце) отсутствует необходимый для межзвёздных полётов узел — гравицаппа. Поисками новой гравицаппы землянам и приходится заняться.
Неожиданным подспорьем оказывается то, что большой ценностью на Плюке является КЦ («очень дорогое»), похожее на обычную спичку. У дяди Вовы целый коробок КЦ. Уэф решает сэкономить, и, вместо того чтобы лететь в центр за нормальной гравицаппой, направляет корабль к контрабандистам. Не зная истинной ценности КЦ, страдающий от жажды и голода дядя Вова отдаёт им все свои спички «на проверку», но не получает ни гравицаппы, ни еды. Контрабандисты сбегают на своём пепелаце, напоминающем ракету. Лишившихся своего капитала землян бросают и артисты. Дядя Вова и Скрипач вынуждены искать другие способы заработка и выживания. Вскоре они открывают новый источник дохода: земные песни под «бандуру» и скрипку в их исполнении неожиданно пользуются большой популярностью у плюкан.
Во время новой встречи землян с Би и Уэфом происходит конфликт, в ходе которого разбивается скрипка Гедевана, и в ней герои обнаруживают спичку, случайно попавшую внутрь. Артисты в надежде купить гравицаппу (она стоит половину КЦ) и слетать на Землю, где можно закупить большое количество спичек, отвозят Гедевана и Машкова в местный «планетарий», чтобы узнать местонахождение планеты Земля («номер планеты в тентуре»). Узнав эти данные, Би и Уэф по неведомой землянам причине расстраиваются и крадут у Машкова последнюю спичку. Гедеван обращается за помощью к местным блюстителям закона — эцилоппам. Би и Уэф оказываются арестованными и посаженными в местную тюрьму (эцих). Спичку («контрабандный КЦ») эцилопп изымает в свою пользу и назначает сумму штрафа, которую необходимо заплатить, чтобы освободить артистов из тюрьмы.
Ночью их находит странник, чья «машинка перемещения» отправила землян на Плюк, и предлагает героям немедленно переместиться на Землю. Однако совестливый Владимир Николаевич отказывается возвращаться, так как не может бросить в беде артистов. Странник исчезает. Машков среди вещей находит гравицаппу, которую Гедеван прихватил в «планетарии» на память, чтобы показать учёным на Земле, не имея понятия, что это такое.
Чтобы вызволить артистов, земляне зарабатывают деньги для выкупа, исполняя песни и соблюдая унизительные правила. Во время одного из выступлений они встречают тех самых контрабандистов, что украли коробок спичек у дяди Вовы. Разбогатевший главарь в малиновых штанах щедро вознаграждает землян за выступление, однако все заработанные деньги у них отнимает «вовремя» появившийся эцилопп, который разъясняет героям новый приказ господина ПЖ пацакам «надеть намордники и радоваться». Это оказывается для героев последней каплей. Первым восстаёт интеллигентный Гедеван, затем к бунту присоединяется лёгкий на драку прораб дядя Вова. И тут они обнаруживают, что привыкшие к безропотному подчинению хитрые и жадные представители власти сами легко ведутся на хитрость, а лишившись оружия, становятся совершенно беспомощны и очень чувствительны перед прямым насилием. Герои захватывают эцилоппа в заложники, проходят через покои самого господина ПЖ, напугав его и приближённых своей решимостью, а позже самостоятельно освобождают Уэфа и Би из тюрьмы.
Вернуться на «находящуюся в антитентуре» Землю затруднительно, так как на пути между Плюком и Землёй находится планета Альфа, жители которой презирают «снедаемых страстями» обитателей галактики Кин-дза-дза. Би и Уэф, скрыв этот факт от землян, отвозят их на мёртвую, опустошённую войной с Плюком пацакскую планету Хануд. Там они объясняют землянам суть проблемы и предлагают вместо возвращения на Землю остаться с ними, чтобы, накопив денег, выкупить эту планету и управлять ею — заставлять будущих переселенцев ползать на четвереньках и плевать на них.
Дядя Вова и Скрипач, поняв, что они никогда не вернутся домой, предпочитают такой жизни смерть от удушья в бедной кислородом ханудской атмосфере. Впечатлённые таким решением артисты решаются на рискованный план — затормозив пепелац на орбите Альфы, катапультировать землян на её поверхность, а затем вернуться обратно в галактику Кин-дза-дза. Однако пепелац по причине алкогольной зависимости Уэфа, выпившего всю тормозную жидкость, совершает вынужденную посадку. Би с Уэфом оказываются во власти жителей Альфы, и те превращают их в растения. Местный руководитель Абрадокс предлагает героям выбор: либо вернуть их на Землю, либо отправить назад в прошлое, когда они сами смогут решить свою судьбу. Дядя Вова просит вернуть их в прошлое, обратно на Плюк.
Снова оказавшись на Плюке, земляне вновь проходят перед встречей с владельцем «машинки перемещения» путь к тюрьме через покои ПЖ, и вторично освобождают Уэфа и Би. Земляне предлагают злополучным плюканам лететь на Землю, но плюкане отказываются, заявив, что у землян нет цели в жизни.
Когда у общества нет цветовой дифференциации штанов, то нет цели! А когда нет цели…
Получив гравицаппу, герои прощаются, после чего снова появляется странник и возвращает дядю Вову и Гедевана на Землю за несколько минут до их первой встречи.
После возвращения на Землю все события, показанные в начале фильма, повторяются, но ни Машков, ни Гедеван не помнят о произошедшем, пока на том же самом месте, где они впервые встретились, мимо них не проезжает трактор с оранжевым проблесковым маячком. Они одновременно автоматически приседают и говорят «ку!», после чего узнают друг друга. Улыбающийся дядя Вова смотрит в небо, откуда раздаётся песня в исполнении Уэфа и Би.

## В ролях
однорукий чатланин-контрабандист ||

| Актёр                 | Персонаж                                                                                 | Примечание |
| --------------------- | ---------------------------------------------------------------------------------------- | --- |
| В главных ролях       |                                                                                          | |
| Станислав Любшин      | Владимир Николаевич Машков («дядя Вова»), прораб                                         | На роль Машкова был утверждён Александр Фатюшин, но его не отпустило руководство театра. |
| Леван Габриадзе       | Гедеван Александрович Алексидзе («Скрипач»), студент                                     | |
| Евгений Леонов        | Уэф, чатланин                                                                            | |
| Юрий Яковлев          | Би, пацак                                                                                | Роль Би писалась под Алексея Петренко, однако тот отказался сниматься, так как ему не понравился сценарий. Затем был утверждён Валентин Гафт; он участвовал в репетициях, но за несколько дней до начала съёмок также отказался от роли — ему показалось, что режиссёр уделяет ему слишком мало внимания. |
| В остальных ролях     |                                                                                          | |
| Анатолий Серенко      | босоногий странник-инопланетянин                                                         | озвучил Игорь Ясулович |
| Александр Литовкин    | главарь контрабандистов                                                                  | |
| Георгий Данелия       | Абрадокс, руководитель планеты Альфа                                                     | Изначально на эту роль был утверждён немецкий актёр Норберт Кухинке, однако, когда Кухинке уже находился в самолёте, руководство «Мосфильма» запретило его снимать по политическим соображениям. Г. Данелия хотел снять Сергея Бондарчука, Иннокентия Смоктуновского или Олега Басилашвили, но поскольку ни до кого из них не удалось дозвониться, роль Абрадокса пришлось исполнить самому режиссёру. В титрах не указан, озвучил Артём Карапетян. |
| Ольга Машная          | Деконт, помощница Абрадокса                                                              | |
| Лев Перфилов          | Кырр, чатланин-диссидент, живущий на катере                                              | |
| Ирина Шмелёва         | Цан, женщина на самоходной тележке                                                       | |
| В эпизодах            |                                                                                          | |
| Игорь Боголюбов       | личный пацак Господина ПЖ / седоусый эцилопп-мздоимец                                    | Исполнить данную мужскую роль вначале предлагалось Галине Волчек. |
| Валентин Букин        | черноусый эцилопп, летающий на пепелаце                                                  | |
| Юрий Воронков         | крупный бородатый чатланин у колеса обозрения / пацак в вагонетке                        | |
| Николай Гаро          | Господин ПЖ                                                                              | На роль был утверждён Ролан Быков, но он не смог приехать, и Г. Данелия поручил её директору картины Николаю Гаро. |
| Олег Матвеев          | первый охранник Господина ПЖ у бассейна (молодой, в перчатках)                           | |
| Харий Швейц           | второй охранник Господина ПЖ у бассейна (бородатый толстяк)                              | |
| Валентин Голубенко    | третий охранник Господина ПЖ у бассейна (высокий, крупный, носатый, без бороды)          | |
| Александра Дорохина   | женщина в тоннеле с поездом, с которой заигрывал Уэф                                     | |
| Геннадий Иванов       | эцилопп-негр у входа в «универсам»                                                       | мастер по свету |
| Олеся Иванова         | лохматая женщина у колеса обозрения, стучавшая по клетке, чтобы Би и Уэф прекратили петь | |
| Виктор Маренков       | «Брат-пацак», сторож на пепелацедроме, который носит на голове змеевик                   | постановщик декораций |
| Виктор Махмутов       | крупный рыжий чатланин в вагонетке                                                       | |
| Татьяна Новицкая      | работница планетария                                                                     | |
| Татьяна Перфильева    | старушка в вагонетке, сидевшая рядом с Би                                                | |
| Людмила Солоденко     | темнокожая женщина у колеса обозрения, которая кидалась песком в Уэфа                    | |
| Владимир Фёдоров      | карлик в жёлтых штанах                                                                   | |
| Галина Данелия-Юркова | Люся, жена Машкова                                                                       | второй режиссёр, в титрах «Г. Юркова» |
| Геннадий Ялович       | эцилопп «в штатском»                                                                     | в титрах «И. Ялович»; озвучил Игорь Ясулович |
| Вероника Изотова      | рабыня главаря контрабандистов                                                           | нет в титрах |
| Юрий Наумцев          | эцилопп-судья                                                                            | нет в титрах |
| Владимир Разумовский  | эцилопп с намордниками                                                                   | нет в титрах |
| Нина Русланова        | Галина Борисовна, заместитель декана текстильного института                              | нет в титрах |
| Нина Тер-Осипян       | мама Господина ПЖ                                                                        | нет в титрах |

## Съёмочная группа
- Авторы сценария: Реваз Габриадзе, Георгий Данелия
- Режиссёр-постановщик — Георгий Данелия
- Оператор-постановщик — Павел Лебешев
- Художники-постановщики: Александр Самулекин, Теодор Тэжик
- Композитор — Гия Канчели
- Звукооператор — Екатерина Попова
- Режиссёры: Леонид Биц, Карен Геворкян
- Оператор — Ю. Яковлев
- Художники по костюмам: Светлана Кахишвили, Т. Прошина
- Монтажёры: Татьяна Егорычева, Наталия Добрунова
- Художник-гримёр — Надежда Насекина
- Комбинированные съёмки:

оператор — Александр Двигубский
художник — Павел Хурумов
- Инженеры-дизайнеры: В. Соломыков, Александр Батынков, В. Данилюк, С. Варшавский, Вячеслав Колейчук, Валерий Чибисов
- Художник-декоратор — А. Бессольцын
- Художник-фотограф — Е. Кочетков
- Мастер по свету — Геннадий Иванов
- Ассистенты:

режиссёра: Е. Ремизова, Самуил Хахам
оператора: Ю. Кобзев, А. Широков
- Государственный симфонический оркестр кинематографии

Дирижёр — Сергей Скрипка
- Редактор — Л. Горина
- Музыкальный редактор — Раиса Лукина
- Директор картины — Николай Гаро

В титрах не указаны:
- Второй режиссёр — Галина Данелия-Юркова[20][21]; также исполнила роль Люси, жены Машкова)
- Художники по костюмам: Алина Спешнева[9], Николай Серебряков[9], Владимир Соковнин[22][23][24], Н. Журавлёва[24]
- Художник-гримёр — Л. Карпенко[25]
- Художник-декоратор — Владимир Сахаров[26]
- Помощник художника — Кирилл Данелия[27]
- Осветители: Михаил Журавкин, Виктор Кулик, Михаил Жердин[28]

## Создание

### Сценарий
Зимой 1984 года Г. Данелия поделился с гостившим у него итальянским сценаристом Тонино Гуэрра, что он хочет снять современный и необычный фильм для молодого поколения, но не знает, о чём. «У вас в России слишком холодные и длинные зимы, сделай сказку, чтобы можно было согреться», — посоветовал Гуэрра. Данелия решает снять фантастику, отправив героев на другую планету, где очень жарко и героям хочется вернуться домой. В качестве литературной основы Данелия планировал взять роман Стивенсона «Остров сокровищ» и перенести его действие в космос.
Во время поездки в Тбилиси Данелия поделился идеей фильма со своим другом — сценаристом Резо Габриадзе; они начали её обсуждать, в результате чего основной сюжет полностью изменился. Сценарий писался Г. Данелией и Р. Габриадзе несколько месяцев. Многое из него не вошло в фильм (пачка со всеми вариантами сценария весила около 5 кг). Кроме того, сценарий уточнялся, дописывался и переписывался непосредственно во время съёмок фильма. В сценарии Гедеван имел фамилию Бакурадзе, Би звали Дб, а планета Плюк называлась Чатл.
Как рассказывал Георгий Данелия: «Министр кино Камшалов лишь четверть сценария осилил. Сказал: „Если б не твоё имя, я бы эту фигню сразу выкинул!“. Но добро на съёмки дал: привык, что у меня часто в сценарии одно, а на экране другое. Лишь предупредил: „Чтоб без антисоветчины, впрочем, я её всё равно вырежу…“. Тут он ошибся: фильм вышел в совсем иное время, при другом министре…».
К работе над будущей картиной в подготовительный период были привлечены оператор Александр Княжинский, художник Леван Шенгелия и композитор Гия Канчели.
Первые страницы сценария фильма были опубликованы в журнале «Советский экран» № 13 за 1985 году, ещё во время съёмок. Сюжетная линия фильма различается с литературным сценарием. Например, в сценарии на Плюке имеется третья раса — фитюльки. Предполагалось, что в фильме фитюльки будут анимационными, однако от них пришлось отказаться из-за отсутствия соответствующих технологий. Кроме того, в фильме недовольный пацаками чатланин с транклюкатором является эпизодическим персонажем — он лишь произносит фразу: «Я скажу всем, до чего довёл планету этот фигляр ПЖ!» и уходит по пустыне вдаль, вновь появляясь лишь в сцене, где герои открывают эцих. В сценарии же его роль (указано даже его имя — Кырр) более развёрнута.

### Название фильма
По мнению кинокритика Марка Кушнирова, название фильма перекликается с фильмом Юрия Желябужского 1926 года «Дина Дза-дзу» о грузинской истории. Однако, по словам режиссёра Георгия Данелии, название «Кин-дза-дза» никак с этим фильмом не связано и было придумано следующим образом: «У нас поначалу в пепелаце висел гамак. В нём раскачивался Леонов. К нему подсел Любшин, поинтересовался: „Что у тебя в портфеле?“ Леонов за ним, как эхо, повторял: „Феле-феле-феле…“ — дальше отвечает: „Зелень“. — „Какая?“ — „Кинза“. И давай петь: „Кин-дза-дза-дза…“ Всю дорогу пел. „Не можешь заткнуться?“ Песня испепелилась. Название осталось…».
В журнале «Советский экран», в заметке 1984 года о подготовке к работе над фильмом (ещё до начала съёмок и определения исполнителей главных ролей), была приведена немного другая версия появления его названия. Согласно ранней версии сценария, инопланетянам «понравилось звучное название травы — кинза, которой их угостил Гедеван, и это слово стало у них припевом: кин-дза-дза (его же авторы вынесли в название самой ленты)».
Изначально предполагалось, что «Кин-дза-дза!» — это лишь рабочее название картины, а в прокат она выйдет под названием «Космическая пыль» или «Звёздная пыль». Однако после того, как из сценария был убран эпизод с торговцем космической пылью, которого должен был сыграть Л. Ярмольник, от названия «Космическая пыль» пришлось отказаться.

### Костюмы
Художниками по костюмам было сделано большое количество эскизов, однако изготовить по ним костюмы не удалось, так как в это время снимался исторический фильм Сергея Бондарчука «Борис Годунов» и пошивочный цех «Мосфильма» оказался перегружен. В итоге, костюмы к фильму делались Светланой Кахишвили, Георгием Данелией, Теодором Тэжиком и другими членами съёмочной группы из подручных материалов.
Главным костюмом на планете Плюк стало тёплое нижнее бельё (майки и кальсоны) фирмы «Заря», которое обесцвечивали в хлорке, а ворс местами выжигали. Также большое количество костюмов для персонажей фильма было изготовлено из деталей старых лётных костюмов (пружинок, подушечек, тесёмок, сеточек, металлических колечек, нейлоновых мешочков, молний и пр.). Так, пружинки носили во рту эцилоппы, подушечки были прикреплены к задам инопланетянок. Нейлоновые мешочки были надеты на ноги пацаков и перевязаны тесёмками, а на голову им были надеты лямочки от лётного костюма. Остальные детали инопланетных костюмов набирались в костюмерной «Мосфильма» и на помойках в пустыне Каракумы, где снимался фильм.
Для сцены в объекте «Торговый зал» для шлемов эцилоппов требовалось двести ярких лампочек, которые отсутствовали на складе «Мосфильма», а покупать их за наличные было запрещено. Режиссёр Данелия в поисках лампочек обращался за помощью к первому секретарю Московского горкома КПСС Виктору Гришину, который ему не помог. После увольнения Гришина в 1985 году Данелия обратился к новому первому секретарю Московского горкома КПСС Борису Ельцину, которому сказал, что Гришина сняли с должности именно из-за лампочек. В результате помощники Ельцина занимались поиском этих лампочек для костюмов эцилоппов. Лампочки в итоге достал сотрудник аппарата ЦК КПСС Леон Оников.
Костюмы персонажей:
- Уэф — брезентовые матросские штаны с приклеенной к заду найденной на помойке блямбой непонятного назначения, байковая майка фирмы «Заря», костюм водолаза (вывернутый ворсом наружу), полусапожки из фильма «Легенда о Тиле», на голове — гульфик от лётного костюма[47][48][49].
- Би — лётный костюм и вязаная шапочка[47].
- Машков — пальто и свитер из личного гардероба Г. Данелии[50].
- Гедеван — меховая шапка и свитер из личного гардероба Г. Данелии[50].
- Цан (женщина на тачанке) — кусок холстины, которую обычно использовали для мытья полов, во рту — пружинка от лётного костюма, на голове — парик с болтами и пружинками[47][51][52].
- Кырр (чатланин на катере) — найденное на помойке пальто, специально испачканное и разорванное[51][52].

### Съёмки
Фильм снят на цветной плёнке «ДС» (1-я серия — 7 частей, 1841 м; 2-я серия — 7 частей, 1852 м). Хотя первоначально для фильма была выделена высококачественная плёнка «Кодак», режиссёр Георгий Данелия и оператор фильма Павел Лебешев решили, что изображение должно быть жёстким — без полутонов и хорошей проработки теней. В связи с этим вся плёнка «Кодак» была отдана другой съёмочной группе, а фильм снимался на советской плёнке «ДС» (дневного света), которая обеспечивала именно такую прорисовку.
Пепелац изготовили из фрагмента фюзеляжа самолёта с оболочкой на основе полиуретана, в которую прямо на съёмочной площадке вплавлялись отдельные запчасти от самолётов.
Часть съёмок была проведена в условиях чрезвычайно низкой освещённости. По воспоминаниям П. Лебешева, при съёмке в пепелаце было так темно, что «диафрагму ставили на ощупь или подсвечивали карманным фонариком». Чтобы увеличить чувствительность плёнки, её предварительно засвечивали по методу дополнительной дозированной засветки, разработанному и запатентованному в 1982 году.
Сцены на планете Плюк снимались в Туркменской ССР в пустыне Каракумы недалеко от города Небит-Даг (ныне г. Балканабад) в Барсакельмесе.
Сцены встречи с контрабандистами снимались на заброшенном заводе в Черёмушках. Сцена сна Гедевана, где он разговаривает с Галиной Борисовной, снималась в Ярославле напротив дома Общества врачей (Волжская набережная, дом 15).
Эпизод, где герои едут на вагонетке в тоннеле, снимался в московском метро на строившейся станции «Полянка». Сцены, где множество людей качает насосы, а также сцена чемпионата по игре в плюку снимались в 1-м павильоне Мосфильма. На колосниках этого кинопавильона снимались некоторые сцены в «столице» Плюка, включая сцену в «планетарии», когда герой Любшина звонит домой. Эпизод, в котором герои в клетке поют «Strangers in the ку», снимался под вращающейся сценой Театра Советской армии. Сцены дворца ПЖ и эциха снимали в 4-м павильоне «Мосфильма».
Для съёмок сцен в квартире Машкова директор картины Николай Гаро предоставил собственную квартиру.
Сцена встречи Машкова и Гедевана снималась в Москве на Калининском проспекте (ныне улица Новый Арбат). Магазин «Хлеб», куда шёл дядя Вова, находился в доме № 28 (сейчас в этом доме ресторан «Кишмиш» и кафе «Денди»). Странник стоял на углу возле дома № 26 (в то время — магазин парфюмерии «Сирень», в настоящее время — магазин Zasport).
Часть отличий фильма от сценария связана с цензурой. Например, по сценарию Скрипач вёз не уксус, а чачу. Собственно, на Альфу вместо Земли герои в сценарии попали именно из-за того, что перепились и промахнулись. Когда фильм уже был снят, как раз развернулась антиалкогольная кампания, и чачу заменили на уксус, а причиной попадания на Альфу сделали обычную неудачу.
Однако, в одном случае цензуры удалось избежать: во время съёмок фильма к власти в СССР пришёл К. У. Черненко и, чтобы фильм не запретили, Данелия и Габриадзе решили переозвучить слово «Ку», которое совпадало с инициалами генерального секретаря ЦК КПСС, на какое-нибудь другое слово. Выдвигались варианты «Ка», «Ко», «Кы» и др., однако вскоре Черненко скончался и слово «Ку» в фильме осталось.
Фильм был изначально запланирован как двухсерийный. Однако, когда он был снят, режиссёру Г. Данелии показалось, что в фильме есть длинноты, которые он сократил. В итоге получилась одна серия длительностью 105 минут. Но на киностудии «Мосфильм» режиссёру категорически запретили сдавать одну серию, так как в этом случае получалось, что киностудия недосдала государству одну картину (было запланировано две единицы — две серии, а получилась одна единица — одна серия). Соответственно, 5000 человек недополучили бы зарплату. В итоге режиссёр восстановил все вырезанные эпизоды и на экраны в 1986 году фильм вышел в двух сериях общей продолжительностью 128 минут. Евгений Леонов очень переживал, что фильм не был сокращён. Так, на премьере фильма он, выступая перед зрителями, сказал: «Мы, конечно, понимаем, длинная картина получилась. Надо бы было отрезать метров триста, но тогда, знаете ли, „Мосфильм“ не выполнил бы плана… Люди без премии останутся. Вы уж потерпите. Она… это… хорошая». Сокращённый вариант фильма демонстрировался лишь однажды, по словам Г. Данелии, на фестивале, «который был на пароходе — какие-то японцы приезжали».
По воспоминаниям Данелии, к нему обратился американский режиссёр, впечатлённый спецэффектами картины, с предложением делать похожие спецэффекты для своего фильма. На это предложение Данелия отшутился: «„А там нету спецэффектов. Военные дали нам гравицаппу. Мы поставили её на декорацию, и она летала. Вы обратитесь к русским военным. Это их разработки. А то вдруг я вам тайну расскажу. У нас с этим строго, меня будут считать шпионом“. Он и обратился. Потом мне позвонили из Министерства обороны и наорали: „Вы что дурака валяете?“. Я им: „Вы должны радоваться, что американцы всерьёз думают, что у вас такая супертехника, способная любую громаду в воздух поднять!“».
В 2005 году Данелия, основываясь на литературном сценарии и внеся в него ряд изменений, начал снимать ремейк фильма, но уже в виде анимации. В широкий прокат мультфильм «Ку! Кин-дза-дза» вышел 11 апреля 2013 года.

### Люди, связанные с историей создания фильма

Борислав Брондуков в костюме чатланина (кинопробы)

- Борислав Брондуков — в сценарии была специально придуманная для него роль, но к моменту начала съёмок артист перенёс инсульт и не мог сниматься. В результате его персонаж был убран[72]. Подробной информации об этой роли не сохранилось, но она, вероятно, предполагалась достаточно большой. Так, например, киностудией была подготовлена афиша к фильму, на которой наравне с главными героями картины (Ю. Яковлевым, Е. Леоновым, С. Любшиным и Л. Габриадзе) был изображён Б. Брондуков в роли чатланина[73].
- Вахтанг Кикабидзе — должен был сниматься в фильме в одной из главных ролей, но врачи не пустили его на съёмки в пустыне[74][75].
- Леонид Ярмольник — должен был сыграть инопланетянина, спекулирующего космической пылью[76]. Ярмольник дважды ездил на съёмки в пустыню Каракумы, но так и не снялся, так как в первый его приезд сгорела декорация, а во второй — в эту же декорацию в день съёмок въехал пьяный водитель лихтвагена[5][77].
- Вера Марецкая — кадры с актрисой из фильма «Котовский» (1942), где она танцует и поёт комические куплеты[78], смотрит по телевизору дядя Вова.
- Рене Хобуа — грузинский строитель, имя которого традиционно указывается в титрах почти всех фильмов Г. Данелии среди исполнителей эпизодических ролей, хотя ни он сам, ни другой актёр с такой фамилией в этих фильмах никогда не снимался. «Р. Хобуа» в титрах — традиционная шутка режиссёра.

## Прокат
Прокатное удостоверение (№ 1110586 24.0/8.5 ДОП) фильм получил 1 декабря 1986 года.
Премьера фильма состоялась 30 марта 1987 года в московском кинотеатре «Россия». Хотя в 2016 году Г. Данелия сообщил журналистам, что премьера была летом, но он ошибся, так как в сентябре 1986 года фильм ещё монтировался, а весной 1987 года картина уже была в прокате).
В 1987 году фильм занял в прокате 14-е место. За 12 месяцев фильм посмотрело 15,7 млн зрителей (15 744,7 тыс. чел. — 1 серию, 15 744,4 тыс. чел. — 2 серию).
В 1999 году по программе восстановления фонда фильмов прошлых лет, принятой на «Мосфильме», совместно с киновидеообъединением «Крупный план» были проведены работы по реставрации изображения и звука. Фильм был восстановлен и подготовлен к записи на DVD. Релиз отреставрированного фильма на DVD состоялся 10 декабря 2001 года. В 2013 году вышла HD-версия в формате Blu-Ray. В июле 2021 года отреставрированная версия вышла в повторный прокат, приуроченный к 35-летию фильма.

## Музыка и песни
Одесситка — вот она какая,

Одесситка — пылкая, живая!

Одесситка пляшет и поёт,

Поцелуи раздаёт

Тем, кто весело живёт!

 Мама, мама, что мы будем делать,

 Когда настанут зимни холода?

 У тебя нет тёплого платочка,

 У меня нет зимнего пальта!

Добродетель пусть хранят дурнушки, —

Я шикарна с пяток до макушки!

Я Одессой-мамой рождена,

Ничему я не верна,

Кроме денег и вина!

 Припев

Одесситка — вот она какая,

Одесситка — пылкая, живая!

Одесситка — пьёт она вино, —

Добродетель всё равно

Потеряла уж давно!
Песня «Одесситка» звучит в начале и в конце фильма из телевизора в квартире прораба Владимира Машкова, по которому демонстрируется сцена из художественного фильма «Котовский» 1942 года. В показанном отрывке действие происходит в ресторане Одессы, в период иностранной оккупации города во время Гражданской войны. На сцене выступает актриса, которая танцует канкан и исполняет эстрадные куплеты о весёлой и разгульной жизни одесситок.
Музыка к канкану для фильма «Котовский» была написана композитором Оскаром Строком, который, собственно, её и исполняет, играя в фильме аккомпаниатора в ресторане. Автором текста куплетов «Одесситка» является Л. М. Зингерталь. В качестве припева к канкану использована песенка «Мама, что мы будем делать», появившаяся в 1919 году в киевском театре-кабаре «Кривой Джимми», где её исполнял «салонный хор», в котором солировал Ф. Курихин. Особую популярность песня получила благодаря созданному Леонидом Утёсовым «комическому хору», где её пели артисты, изображавшие нищих. Песня неоднократно цитируется в произведениях М. А. Булгакова «Записки на манжетах» (1922) и «Роковые яйца» (1925). Также эта песня исполняется в советском телеспектакле 1966 года «12 стульев». В фильме «Кин-дза-дза!» эту песню, несколько изменив в ней текст на «Мама, мама, что я буду делать? Мама, мама, как я буду жить? У меня нет тёплого пальтишки, у меня нет тёплого белья», неоднократно исполняют попавшие на Плюк земляне, но в этом случае её текст поётся на мелодию «Колыбельной» — хрестоматийной пьесы для начинающих пианистов — французского композитора Исидора Филиппа.
Русская народная песня «Марусенька» («На речке, на речке, на том бережочке мыла Марусенька белые ножки»), которую поёт Уэф, когда его увозят в железном ящике (эцихе) на Плюке, а также когда его отправляют в оранжерею на Альфе, звучит в большинстве фильмов Г. Данелии (в исполнении Е. Леонова), начиная с комедии «Тридцать три», а также в работах других режиссёров, где снимался Е. Леонов. В одном из своих интервью Г. Данелия рассказал, что это была любимая песня Е. Леонова.
Песня «Strangers in the Night» («Незнакомцы в ночи»), которую поют Гедеван и дядя Вова в столице, — одна из самых популярных песен Фрэнка Синатры, исполненная им в 1966 году. В автобиографической книге «Тостуемый пьёт до дна» в рассказе «Выкинутый вальс» режиссёр фильма Г. Данелия описывает случай, произошедший с ним и композитором А. Петровым в Италии, который объясняет, почему он выбрал именно эту песню для сцены, где герои униженно поют в клетке на коленях. Согласно Г. Данелии, однажды в гостиницу, где они жили, пришла римская проститутка и стала долго упрашивать и умолять Петрова сочинить музыку для песни её сестры. Для доказательства своего умения петь сестра проститутки, которая также пришла в гостиницу, спела Петрову и Данелии куплет как раз из песни «Strangers in the Night».
Песня «Ку. Ку. Ку. Ку. Ыыыыыы», которую громко поют Уэф и Би, а местные жители, желая, чтобы те скорее прекратили своё выступление, стучат им по клетке и кидают в них песок, была создана специально для фильма. Для неё Гия Канчели сочинил мелодию, где использовались только две ноты. При записи музыки её исполняли четыре человека: пианист и композитор Игорь Назарук издавал неприятные звуки на синтезаторе, режиссёр Георгий Данелия играл на скрипке, профессиональный скрипач скрипел старым ржавым замком, а композитор Гия Канчели царапал бритвой по стеклу. В одном из интервью режиссёр фильма Г. Данелия утверждал, что он вмонтировал в фильм «народную песню чукчей».
Через несколько лет после выхода фильма на экран композитор фильма Гия Канчели по просьбе известного скрипача Гидона Кремера написал шутливую пьесу для симфонического оркестра по мотивам музыки «Кин-дза-дза» и «Слёзы капали». Впервые её исполнили в Германии под названием «Айне кляйне Данелиада» (Маленькая Данелиада). Необычность этой пьесы заключается в том, что оркестранты во время исполнения несколько раз должны пропеть слово «ку». Позже на эту музыку в Вене был поставлен балет, где «ку» поёт уже женский хор.
Музыка из фильма в 2008 году использовалась в рекламе шоколадных батончиков «Snickers» — под неё белки впадали в транс, увидев плакат с горой орехов.
Музыкальная группа «Markscheider Kunst» в 2010 году выпустила пластинку «Утопия», на которой одна из песен (по согласованию с Гией Канчели) написана на музыкальную тему из фильма.

## Чатланский язык
Одной из особенностей фильма является тот факт, что герои, разговаривая на русском языке, постоянно вставляют в свою речь слова языка жителей планеты Плюк. Авторами языка являются Георгий Данелия и Реваз Габриадзе, написавшие сценарий. В начальных титрах второй серии фильма зрителям даже демонстрируется «Краткий чатлано-пацакский словарь», который включает следующие понятия:
- КЦ — спичка
- Цак — колокольчик для носа
- Эцих — ящик для узников
- Эцилопп — представитель власти
- Пепелац — межзвёздный корабль
- Гравицаппа — деталь от мотора пепелаца
- Кю — допустимое в обществе ругательство
- Ку — все остальные слова

Кроме показанных в словаре, в фильме используются и другие слова: антитентура, визатор, каппа, луц, пацак, плюка, тентура, транклюкатор, цаппа, чатл, чатланин.
Некоторые вымышленные слова из фильма вошли в разговорный русский язык. Так, например, слово ку в шутку иногда используется для приветствия, а словом пепелац иногда называют воздушные суда и другие транспортные средства. Кроме того, во время Всероссийской переписи населения 2010 года несколько жителей Курской области сообщили переписчикам, что их национальная принадлежность — «пацак», что и было зафиксировано в переписных листах.
Позже Георгий Данелия объяснил происхождение некоторых слов языка: эцилопп (от англ. police — «полиция», читаемое наоборот), пацак (от укр. кацап, читаемое наоборот, и рус. пацан), пепелац (от груз. პეპელა [pʼɛpʼɛlɑ] — «бабочка»), гравицаппа (от «гравитация»), чатланин и чатл (от чатлах — ругательство на армянском и грузинском языке, которое, по словам Г. Данелии, означает «негодяй, сволочь, подлец (падла)»).

## Критика
После выхода на экран картина подверглась критике. Больше всего рецензий и высказываний о фильме киноведов вышло в газете «Советская культура». Так, кинокритик Всеволод Ревич в своей рецензии указывал, что «Кин-дза-дза!» — это творческая неудача Г. Данелии, фильм затянут, а в персонажах нет нарицательности. Схожую мысль высказал также киновед и кинокритик Ю. Богомолов, который назвал кинофильм затянутым, перегруженным сюжетными положениями и многочисленными финалами. В то время как Н. Лордкипанидзе в критической статье, вышедшей в том же номере газеты, крайне положительно оценивал картину и пришёл к выводу, что «фильм снимался от души и для души». Киновед В. Дёмин в статье в «Советской культуре» о творчестве Данелии оценил фильм очень высоко, как один из лучших фильмов режиссёра. Искусствовед и киновед Е. Громов назвал картину «безусловно талантливой», а кинокритик Е. Сурков назвал фильм «тонкой и умной комедией, к сожалению, плохо понятой критикой и недооценённой зрителями».
Критиковалось и название «Кин-дза-дза!». Так, например, народный артист СССР Михаил Пуговкин в своём интервью так отзывался о нём: «Ведь теперь на экране все больше появляется типов, которые отвратительны зрителям, а что делать… Персонажи эти — отражение нашей убогой действительности. Одни названия лент чего стоят — „Плюмбум“, „Кин-дза-дза“, „Сэнит зон“. Со временем мы этим переболеем».

## Награды
- 1987 — специальный приз жюри «За изобразительную концепцию» Международного кинофестиваля в Рио-де-Жанейро (Rio Cine Festival), присуждён Г. Данелии[110][111];
- 1987 — кинопремия «Ника» в номинации «Лучшая музыка к фильму», присуждена Г. Канчели[112];
- 1987 — кинопремия «Ника» в номинации «Лучшая работа звукооператора», присуждена Е. Поповой[113];
- 1988 — специальный приз жюри Международного кинофестиваля «Фантаспорту», присуждён Г. Данелии[114][115], также участвовал в номинации «Лучший фильм», но премию взял фильм «Китайская история о призраках», режиссёр Чэн Сяодун, Гонконг)[116];
- 2002 — премия «Странник» в номинации «Легенда фантастического кинематографа», присуждена Г. Данелии[117].

## Влияние
- Слово «КУ» (KU) из вселенной картины, наряду с инициалами главного героя генсекретаря ЦК КПСС Константина Устиновича Черненко, дало рабочее название российскому фильму «Пациент № 1» (2023)[118].[значимость факта?]
- Крылатую фразу "скрипач не нужен" произносит главный герой сериала "Последний министр" Евгений Тихомиров (сезон 1, эпизод 11).